# Liste der Nummer-eins-Hits in Portugal (2009)
Diese Liste enthält alle Nummer-eins-Hits in Portugal im Jahr 2009. Es gab in diesem Jahr zwölf Nummer-eins-Alben.
| Alben |
| --- |
| - Tony Carreira – O homem que sou - 7 Wochen (30. November 2008 – 17. Januar 2009) - Rita Guerra – O melhor de Rita Guerra - Acustico ao vivo - 7 Wochen (18. Januar – 7. März) - U2 – No Line on the Horizon - 4 Wochen (8. März – 4. April) - Diana Krall – Quiet Nights - 1 Woche (5. April – 11. April) - Xutos & Pontapés – Xutos & Pontapés - 3 Wochen (12. April – 1. Mai) - Hoje – Amália Hoje - 8 Wochen (2. Mai – 27. Juni, insgesamt 23 Wochen) - Rodrigo Leão – A mãe - 4 Wochen (28. Juni – 25. Juli) - Hoje – Amália Hoje - 1 Woche (26. Juli – 1. August, insgesamt 23 Wochen) - Hannah Montana: The Movie (Soundtrack) - 2 Wochen (2. August – 15. August) - Hoje – Amália Hoje - 6 Wochen (16. August – 26. September, insgesamt 23 Wochen) - Pearl Jam – Backspacer - 1 Woche (27. September – 3. Oktober) - Hoje – Amália Hoje - 5 Wochen (4. Oktober – 7. November, insgesamt 23 Wochen) - David Fonseca – Between Waves - 1 Woche (8. November – 14. November) - Hoje – Amália Hoje - 3 Wochen (15. November – 5. Dezember, insgesamt 23 Wochen) - D’ZRT – Project - 1 Woche (6. Dezember – 12. Dezember, insgesamt 4 Wochen) - Mário Branco / Sérgio Godinho / Fausto – Três cantos: Ao vivo - 2 Wochen (13. Dezember – 26. Dezember) - D’ZRT − Project - 3 Wochen (27. Dezember 2009 – 16. Januar 2010, insgesamt 4 Wochen) |